# August Spicher
August Spicher (* 4. Oktober 1914 in Basel; † 8. Juni 1979 ebenda) war ein Schweizer Geologe, Mineraloge, Kartograph und Redakteur.

## Leben und Werk
August Spicher studierte ab 1933 am Mineralogischen Institut der Universität Basel Petrographie-Mineralogie im Hauptfach. In den Nebenfächern belegte er Zoologie, Botanik und Geologie-Paläontologie. Unter der Leitung seines Lehrers Max Reinhard untersuchte Spicher das Kristallingebiet des oberen Val d’Isone und erstellte dabei eine geologische Karte.
1940 beendete Spicher sein Studium mit der Dissertation Geologie und Petrographie des oberen Val d’Isone (südliches Tessin). In späteren Jahren wurde das Tessin seine zweite Heimat.

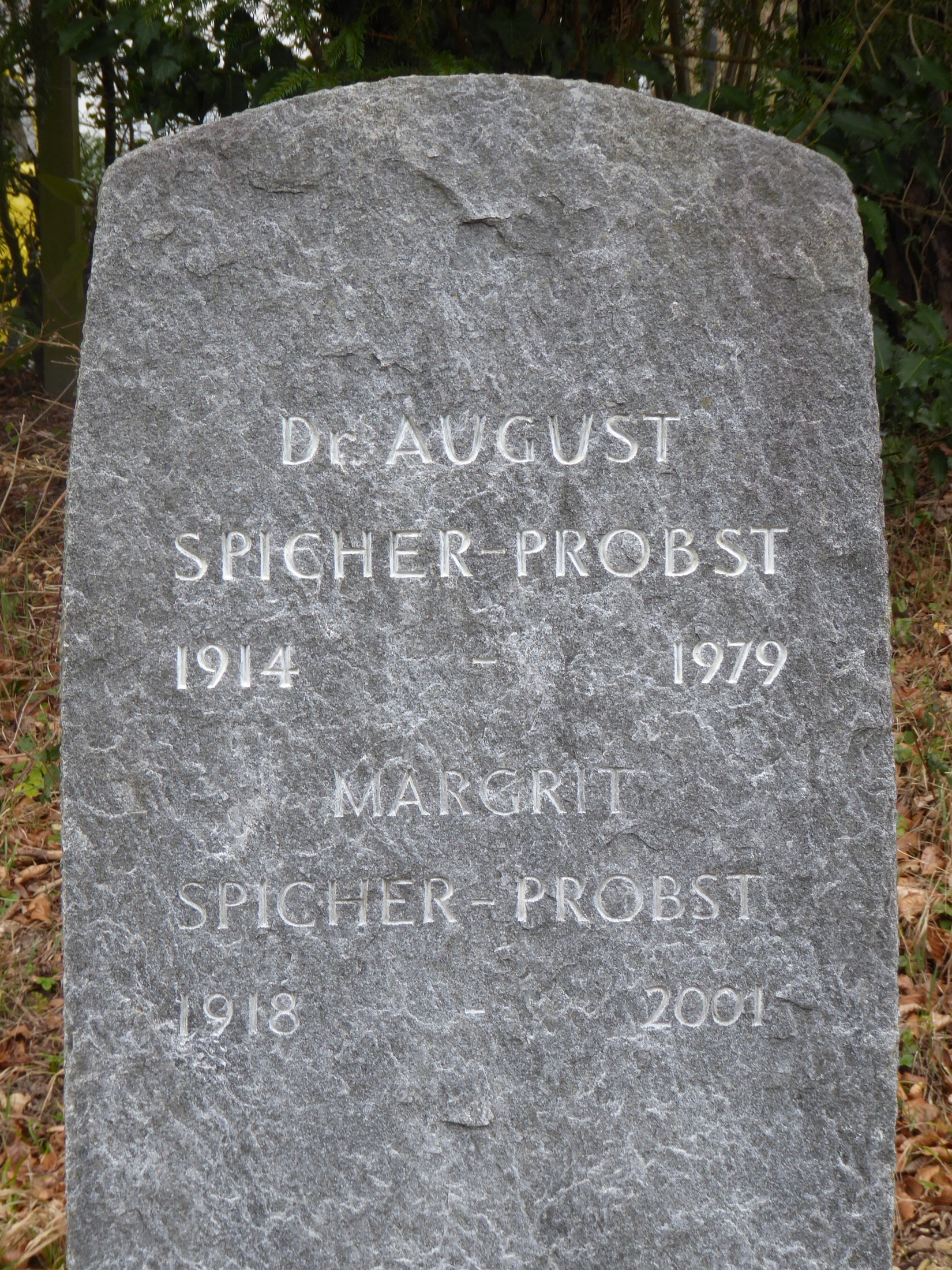
Grab, Friedhof am Hörnli.

Während des Zweiten Weltkrieges leistete Spicher als Artillerie-Offizier wiederholt längeren Aktivdienst. Von 1941 bis Anfang 1945 arbeitete er als Geologe im «Centro Geominerario dell’Istituto per la Ricostruzione Industriale», das seinen Sitz in Rom hatte und unter der Leitung von Alfred Rittmann stand. In diesen Jahren führte Spicher intensive Studien auf dem Gebiet des Vulkanismus durch, die er über Jahre weiter betrieb.
Spicher kehrte Ende 1945 nach Basel zurück und war einige Monate im von August Buxtorf geleiteten Büro der Schweizerischen Geologischen Kommission tätig. Ab 1946 arbeitete er als Feldgeologe für die «Socony-Vacuum Oil Company» in der Erdölprospektion im tropischen Tiefland Kolumbiens.
Als Spicher an Malaria erkrankte, kehrte er nach Basel zurück und arbeitete ab November 1947 als Hilfsadjunkt im Büro der Geologischen Kommission. Am 1. März 1949 erfolgte seine Wahl zum zweiten Adjunkten. 1954 trat Louis Vonderschmitt (1897–1978) die Nachfolge von Buxdorf als Präsident der Kommission an. Vonderschmitt betraute August Spicher 1957 mit der Leitung des Büros und übertrug ihm im Verlauf der Jahre, mit Einverständnis der Kommission, immer mehr Kompetenzen.
1971 wurde die «Direktorenkonferenz» gegründet, der die Leiter aller westeuropäischen geologischen Landesanstalten angehörten. Das Landeskomitee für Geologie bestimmte Spicher zu seinem Vertreter. In Anerkennung seiner grossen Verdienste ernannte ihn die Schweizerische Geologische Kommission 1970 zum Direktor des Büros ad personam. Spicher leitete fast 20 Jahre die Redaktion der Schweizerischen Mineralogischen und Petrographischen Mitteilungen.
August Spicher war mit Margrit, geborene Probst (1918–2001), verheiratet. Seine letzte Ruhestätte fand er auf dem Friedhof am Hörnli.